# Jorge Iglesias-Páramo
Jorge Iglesias-Páramo (...) è un astronomo spagnolo.

## Biografia
Laureatosi in fisica nel 1991 all'Università autonoma di Madrid, ottiene il dottorato in astrofisica all'Università di La Laguna nel 1998.
Il Minor Planet Center lo accredita per la scoperta dell'asteroide 555152 Oproiu, effettuata il 14 novembre 2009, in collaborazione con Ovidiu Vaduvescu.